# 疏花山蚂蝗
疏花山蚂蝗（学名：Sohmaea laxiflora），又名大叶拿身草，为豆科拿身草屬的一种多年生草本植物，原生于亚洲热带及亚热带地区，曾归类于近缘的山蚂蝗属，匍匐生長，具三出複葉，花較其他同屬植物更爲稀疏，因此得名。

## 分布
本种原生于亚洲热带及亚热带，包括安達曼群島、阿薩姆邦、孟加拉國、婆羅洲、中國西南地區、中國中南地區、中國東南地區、東喜馬拉雅山、海南、印度、爪哇、寮國、小巽他群島、馬來亞、馬魯古、緬甸、尼泊爾、新幾內亞、尼科巴群島 、菲律賓、蘇拉威西島、蘇門答臘島、台灣、泰國、越南、西喜馬拉雅山等。
本種已被引入到熱帶非洲，包括貝寧、布基納法索、中非共和國、乍得、埃塞俄比亞、岡比亞、加納、幾內亞、幾內亞比紹、科特迪瓦、馬里、尼日利亞、塞內加爾、塞拉利昂、多哥等等。

## 扩展阅读
- 維基物種上的相關：疏花山蚂蝗